# Acanthistius serratus
Acanthistius serratus is een  straalvinnige vissensoort uit de familie van zaag- of zeebaarzen (Serranidae). De wetenschappelijke naam van de soort werd voor het eerst geldig gepubliceerd in 1828 door Cuvier.